# バニラスパイダー
『バニラスパイダー』（Vanilla Spider）は、阿部洋一による日本のSF漫画作品。講談社『別冊少年マガジン』創刊号から2010年12月号まで連載。全3巻。

## あらすじ
ある日、町の空一面を覆うほどの巨大な蜘蛛の巣が出現。人々はその正体を解明できぬまま半年が過ぎ、特に目立った被害も見られないことから、いつしか関心は薄れ、町の風景の一部となっていた。そんな日常の中、さえない高校生の雨留ツツジは異形の怪物が人間を食い殺す現場を幾度か目撃する。
不吉な予感を持ちつつも事実を打ち明けられぬまま、悶々とした日々を送っていたツツジは津田と名乗る謎の男にいきなり拉致される。津田の正体は宇宙人で、蜘蛛の巣は「エレベター」という地球外生命体の宇宙船であり、町に上陸したエレベターは人間に寄生して社会に紛れ込み、密かに人間を捕食していることを教えられる。
余計に混乱するツツジだったが、憧れの水野さんに危機が迫っていることを知り、彼女を守るためにエレベターと戦うことを決意する。

## 主要登場人物
雨留 ツツジ（あめどめ ツツジ）
本作の主人公。大人しく優しい性格の平凡な高校生だが、人付き合いが苦手で非常に存在感が無いため、周囲からは「忍者」とあだ名され、自動ドアにも認識されない。
あだ名の通り、さえない存在の自分にも優しく接してくれるクラスメイトの水野さんに恋をしているが、奥手な性格ゆえに好意を伝えるに至らず、影の薄さを活用してこっそりとストーカー的に見守るに留まっている。殆どの相手に認識されない傾向はエレベターも例外ではなく、捕食現場を目撃しても見つからずに済んでいる。この特性に注目した津田から、対エレベター用武器「蛇口」を与えられ、水野さんの安全を守るため、単身エレベターと戦うようになる。
津田の見立て通り、単純な戦闘能力よりも持ち前の存在感の無さが最大の武器となっている。気配を消してエレベターに気づかれず接近し、不意打ちを仕掛ける戦法で幾度もエレベター狩りに成功するが、エレベターと町にまつわる真相へ近づくにつれ、精神的に追い詰められていく。
実家は豆腐屋のため、弁当には油揚げがよく入っている。
蛇口
津田から与えられた特製武器で、見た目は水道の蛇口そのままの形だが、刀のようにエレベターの身体を切断したり、突き刺して栓をひねることで血液を抜き取ったりと、かなりの殺傷力を持つ。
津田は「ありえないモノで斬れるのがいい」と語っており、造形も彼のセンスによるところらしい。

水野さん（みずのさん）
ツツジのクラスメイト。眼鏡をかけた女の子で、ゲームと動物が大好き。ツツジに対してはクラスメイト以上の感情は抱いていないようだが、明朗快活で気さくな性格にツツジは惹かれ続けている。
何度かエレベターに捕食されそうになり、そのたびにツツジに救われているが、いずれもツツジの任務や真相を知るには及んでいない。
津田（つだ）
エレベターと同じく地球にやってきた謎の宇宙人。自らを宇宙刑事と名乗っているが、詳細は不明。コーヒーカップそっくりの宇宙船に住んでいる。
正体はエレベターとは全く異なる種で、身体的には人間に近く、皮膚だけを着込んで人間になりすましている。皮膚の下は黒っぽい身体で、何本もの小さな手を持っているようだが詳細は不明。思考や感情表現も人間的で、饒舌ながら飄々としたつかみ所の無い物腰でコミュニケーションをとる。また、食性も人間を捕食することはなく、光合成で養分を得ている。食べ物ではかりんとうと油揚げが好物。
かなり以前から地球に滞在しており、エレベターたちの母体であるナクアを倒すことを目的としているが、その因果関係は不明。
本人は直接戦うことを避けているようで、かつてはツツジの祖父に蛇口を与え、現在に至るまで多くの人間にエレベターと戦う力を与えている。出会う以前から目をつけていたツツジもその一人だが、彼にとっては特別な存在らしく、時には脅迫手段を用いてでもエレベター狩りをやめさせない方針を採っている。それでもツツジに対する心情は友好的で、存在感の無さも「才能」と褒め、欠点として抗うよりも受け入れることでの成長を促したりと、それなりの理解と示唆に富んだ人間観を持ち、ツツジの心に可能性を見出している。
普段は若い成人男性の皮膚を着ているが、予備の皮膚は他に複数持っており、女性のものもある。また、ツツジが倒したエレベターの宿主の皮膚を回収しているが、その目的も不明。また、どの姿の時でも必ずヘッドフォンを首にかけているが、これは「町の脈」を聞くためという。
コンコン
ツツジが水野さんの安全確保の目的で盗聴器を買うためにアルバイトをしていた「ふれあい動物ランド」で飼育されていたキツネ。動物好きの水野さんのお気に入りでもある。油揚げが好物。
園長に寄生していたエレベターに捕食されそうになったところをツツジに救われ、動物ランドが閉園になった後は水野さんに飼われている。匂いでエレベターを察知することができる。
花織（かおり）
ツツジとは別の高校に通う女子高生。母子家庭で、母と二人暮し。
気が強いが、さっぱりした気立てのいい性格でもあり、「一つの借りはワンドリンク（飲み物をおごる）で返す」のが流儀。ツツジが立ち寄るコンビニでアルバイトをしていたことから面識はあった。
エレベターに寄生させた奏子が目の前でツツジに倒されたことで激しいショックを受けるが、事の真相を知ろうとして行動するうちに、悩みつつも人知れずエレベター狩りを続けるツツジに関心を持つようになっていく。
奏子（かなこ）
花織の同級生で親友。エレベターに寄生され、花織を捕食しようとするが寸前で助けに現れたツツジに倒される。
ツツジの祖父母
古風な豆腐屋を営んでおり、ツツジには優しい老夫婦。作中では理由は不明だが、ツツジの両親は全く出てこない。
ツツジの祖父はかつて50年前に津田に見出され、エレベター狩りをしていたが、ナクアを仕留め損ねている。祖母もまた、その頃の祖父の戦いを知った上で結ばれた仲でもある。現在は孫のツツジが行っているエレベター狩りについては内心で心配し、津田を牽制する発言もしているが、あえてツツジの意志を尊重している。
紫苑（しおん）
津田がツツジの「戦う仲間」として連れて来た謎の少年。エレベターの変異体らしく、右手にある口からエレベターを捕食し、戦闘能力もツツジより高いが、人間を食べることは無い。
何故か常に上半身裸で、しょっちゅう自分の股間を握る癖がある。言葉は少ないが、性格は純真かつ好奇心旺盛で、ツツジに対しても友好的。

## エレベター
宇宙から来た生命体で、上空に蜘蛛の巣に似た船から上陸し、人間に寄生して捕食する特徴を持っている。なお、「エレベター」という名称は津田の呼称であり、人類の側はその存在はおろか、名称も知るに至っていない。
寄生前は鶏卵より少し大きめの蜘蛛に似た姿で、上空の巣から糸をつたって降り、口から人体に侵入する。かなり短時間で宿主の身体を支配することができ、寄生完了後は腹部が大きく伸縮し、正面の巨大な口と側面にある8本の昆虫状の手を展開して獲物を捕食する。なお、獲物の嗜好は個体によってある程度の違いがあり、人間以外の生物も食べるものもいる。
寄生後のエレベターは宿主の記憶や癖などはあまり引き継いでいないようで、かなりコミュニケーションが疎くなる。このため面識のある人間からはやや不審を抱かれる場合もある。
致命傷を負って死亡した場合、身体組織は溶け、宿主の皮膚だけが残される。
一般的なエレベターの各個体は一定数の人間を捕食し、「人間濃度」を上げた自らの肉体を母体のナクアに食べさせることを目的としている。

## ナクア
エレベターたちの母体で、町の地中に眠っている。いつごろ地球に来たのかは不明だが、少なくともかつてツツジの祖父が戦っていた50年前から居続けている。
その時も津田はツツジの祖父に「蛇口」を与えていたが、巨大な威力を操りきれず、ナクアを仕留め損なっている。そのため、ツツジの代では威力を抑えるための処理が施された。

## 書誌情報
- 阿部洋一 『バニラスパイダー』 講談社〈講談社コミックス〉
  1. 第1巻、2010年4月17日初版発行、ISBN 978-4-06-384290-6 - 描き下ろし番外編『エレベターガール』もあり。
  2. 第2巻、2010年9月27日初版発行、ISBN 978-4-06-384371-2
  3. 第3巻＜完＞、2010年12月09日初版発行、ISBN 978-4-06-384411-5